# Ускуч (село)
Ускуч (рос. Ускуч) — село Чойського району, Республіка Алтай Росії. Входить до складу Верх-П'янковського сільського поселення.
Населення — 332 особи (2015 рік).